# Powiat de Rzeszów
Le powiat de Rzeszów (en polonais : powiat rzeszowski) est un powiat appartenant à la voïvodie des Basses-Carpates dans le sud-est de la Pologne.

## Division administrative
Le powiat comprend 14 communes :
- 1 commune urbaine : Dynów ;
- 8 communes rurales : Chmielnik, Dynów, Hyżne, Kamień, Krasne, Lubenia, Świlcza et Trzebownisko ;
- 5 communes mixtes : Błażowa, Boguchwała, Głogów Małopolski, Sokołów Małopolski et Tyczyn.